# Phạm Thị Thu Hòa
Phạm Thị Thu Hòa (sinh 1954) là đại biểu Quốc hội Việt Nam khóa X (1997 - 2002). Bà thuộc đoàn đại biểu Thái Bình.
Tên thường gọi: Phạm Thị Thu Hoà
Ngày sinh: 25/8/1954
Giới tính: Nữ
Dân tộc: Kinh
Tôn giáo: Không
Quê quán: Xã Thụy Xuân, huyện Thái Thụy, Thái Bình
Trình độ chuyên môn: Đại học Nông nghiệp
Nghề nghiệp, chức vụ: Cán bộ Nghiên cứu Trung tâm khảo nghiệm và khuyến nông, lâm, ngư, Phó Giám đốc Trung tâm khảo nghiệm và khuyến nông, lâm, ngư tỉnh Thái Bình
Nơi làm việc: Trung tâm khảo nghiệm và khuyến nông, lâm, ngư tỉnh Thái Bình
Nơi ứng cử: Thái Bình
Đại biểu Quốc hội khoá: X
Đại biểu chuyên trách: Không
Đại biểu Hội đồng Nhân dân: Không